# Таунусштайн
Таунусштайн (нім. Taunusstein) — місто в Німеччині, знаходиться в землі Гессен. Підпорядковується адміністративному округу Дармштадт. Входить до складу району Райнгау-Таунус.
Площа — 67,03 км2. Населення становить 30 068 ос. (станом на 31 грудня 2020).